# Erastria canentaria
Erastria canentaria là một loài bướm đêm trong họ Geometridae.